# Craig Evans
Craig Evans (ur. 18 września 1989) – walijski bokser, amatorski medalista mistrzostw Unii Europejskiej Odense 2009.
Od 2010 jest bokserem zawodowym. Jako zawodowiec zdobył tytuł mistrza Europy federacji WBO w kategorii lekkiej, pokonując w listopadzie 2016 Thomasa Stalkera.